# セールスマンの死 (1951年の映画)
『セールスマンの死』（Death of a Salesman）は、1951年のアメリカ合衆国の映画である。アーサー・ミラーの同名の舞台劇を原作としている。

## キャスト
- フレデリック・マーチ
- ミルドレッド・ダンノック
- ケヴィン・マッカーシー
- キャメロン・ミッチェル
- ハワード・スミス
- ローヤル・ビール
- ジェシー・ホワイト

## 受賞とノミネート
| 賞                     | 部門                     | 候補者                   | 結果       |
| ---------------------- | ------------------------ | ------------------------ | ---------- |
| アカデミー賞           | 主演男優賞               | フレデリック・マーチ     | ノミネート |
| アカデミー賞           | 助演男優賞               | ケヴィン・マッカーシー   | ノミネート |
| アカデミー賞           | 助演女優賞               | ミルドレッド・ダンノック | ノミネート |
| アカデミー賞           | 撮影賞（白黒）           | フランク・プラナー       | ノミネート |
| アカデミー賞           | 劇・喜劇映画音楽賞       | アレックス・ノース       | ノミネート |
| ゴールデングローブ賞   | 主演男優賞（ドラマ部門） | フレデリック・マーチ     | 受賞       |
| ゴールデングローブ賞   | 監督賞                   | ラズロ・ベネディク       | 受賞       |
| ゴールデングローブ賞   | 撮影賞（白黒）           | フランク・プラナー       | 受賞       |
| ゴールデングローブ賞   | 新人男優賞               | ケヴィン・マッカーシー   | 受賞       |
| 英国アカデミー賞       | 総合作品賞               | 『セールスマンの死』     | ノミネート |
| 英国アカデミー賞       | 外国男優賞               | フレデリック・マーチ     | ノミネート |
| ヴェネツィア国際映画祭 | 金獅子賞                 | ラズロ・ベネディク       | ノミネート |
| ヴェネツィア国際映画祭 | 男優賞                   | フレデリック・マーチ     | 受賞       |